# Glenn Murcutt
Glenn Murcutt (25 de juliol de 1936, Londres) és un arquitecte australià, nascut circumstancialment a Londres mentre els seus pares eren allí pels Jocs Olímpics d'Estiu de 1936. Actualment és el president fundador de l'Associació d'Arquitectura Australiana (Australian Architecture Association). Fou el guanyador de la Medalla Alvar Aalto el 1992, i del Premi Pritzker el 2002. Murcutt treballa sol, dissenyant projectes residencials i d'equipaments per tota Austràlia. Encara que no treballi fora d'Austràlia ni tingui un estudi molt gran, les seves obres i principis han tingut un ressò i influència internacional.
Murcutt fou educat a l'Institut Manly Boys i estudià arquitectura a l'Escola Tècnica de Sydney del 1956 el 1961, on va esdevenir amic d'altres estudiants prominents, inclòs el director Jim Sharman, el director teatral Brian Thomson i el productor de cine Matt Carroll. Durant aquest període, va treballar amb diversos arquitectes. Després d'acabar la carrera, va viatjar durant 2 anys, per tornar a Austràlia el 1964 i treballar a l'oficina d'Ancher, Mortlock, Murray & Woolley. Allí estigué durant 5 anys abans d'establir-se pel seu compte a Sydney el 1970.
Una de les premisses de Murcutt, 'tocar el terra suaument', el porta a dissenyar obres adaptades a les característiques del paisatge australià. Els seus edificis són econòmics i polivalents. Murcutt també posa molta atenció en les condicions del lloc on s'ubica l'edifici, com ara l'orientació, la llum, la direcció del vent i de la pluja, etc. per adaptar al màxim l'edifici a les condicions de l'entorn. En definitiva una arquitectura bioclimàtica, però sense deixar d'utilitzar materials com vidre, pedra, fusta…
Com a prova de la seva influència, fou guardonat amb el Premi Pritzker. Les paraules de jurat van ser: "en uns temps obsessionats per la fama, el glamour dels 'arquitectes estrella', recolzats per grans oficines i copioses relacions públiques, dominen els titulars. Com a contrast total, Murcutt treballa tot sol en una oficina a l'altra punta del món... això no obstant, té una llista d'espera de clients, a cada un dels quals intenta donar el millor de si mateix. Ell és un tècnic innovador de l'arquitectura, que és capaç de convertir la seva sensibilitat cap a l'entorn i les característiques locals en directes, totalment honestes, humils obres d'art."

## Projectes
- 1972-74: Casa Laurie Short, Sydney (NSW)
- 1974-75: Casa Marie Short, Kempsey (NSW)
- 1976-83: Hotel Berowra Waters, Berowra Waters (NSW)
- 1977-80: Casa Nicholas, Mount Irvine (NSW)
- 1977-80: Casa Carruthers, Mount Irvine (NSW)
- 1980-83: Casa Ball-Eastaway, Glenorie, Sydney (NSW)
- 1976-88: Museu d'Història Local i oficina de turisme, Kempsey (NSW)
- 1981-82: Casa Fredericks, Jamberoo (NSW)
- 1982-84: Casa Magney, Bingie Bingie (NSW)
- 1986-90: Casa Magney, Sydney (NSW)
- 1988-91: Casa Dona, Sydney (NSW)
- 1988-92: Casa Meagher, Bowral (NSW)
- 1989-94: Casa Simpson-Lee, Mount Wilson (NSW)
- 1991-94: Casa Marika-Alderton, comunitat Yirrkala, Eastern Arnhern Land (NT)
- 1992: Estudi per convidats Murcutt, Kempsey (NSW)
- 1992-94: Centre d'informació per a visitants Bowali, Parc Nacional de Kakadu (NT), en col·laboració amb Troppo Architects
- 1994-96: Casa Schnaxl, Newport, Sydney (NSW)
- 1996-98: Casa Fletcher-Page, Kangaroo Valley (NSW)
- 1995-96: Casa Douglas i Ruth Murcutt, Woodside (SA)
- 1996-99: Centre d'Art Arthur i Yvonne Boyd, Riversdale, West Cambewarra (NSW), en col·laboració amb Reg Lark i Wendy Lewin
- 1997-2001: Casa a Southern Highlands (NSW)